# トキシフェリン
トキシフェリン(Toxiferine)またはC-トキシフェリンIは、クラーレ毒の1つであり、人類に知られている最も強い植物毒アルカロイドの1つである。マチン属のStrychnos toxiferaに由来するビスインドールアルカロイドで、ニコチン性アセチルコリン受容体のアンタゴニストである。マウスの静脈注射による半数致死量は、10–60 μg/kgである。骨格筋を麻痺させる筋弛緩剤であり、中程度の投与量で回復するのに約2時間かかり、麻痺発生量の20倍の投与で約8時間全身麻痺となる。麻痺はネオスチグミンによって拮抗する。